# 八ヶ岳中信高原国定公園
八ヶ岳中信高原国定公園（やつがたけちゅうしんこうげんこくていこうえん）は、長野県と山梨県にまたがる八ヶ岳と松本市東部の美ヶ原を中心とした国定公園。面積389.57km2。1964年（昭和39年）6月1日指定。
美ヶ原、蓼科高原などの高原がある。

## 地理

### 山
- 聖山
- 冠着山
- 三才山
- 武石峰

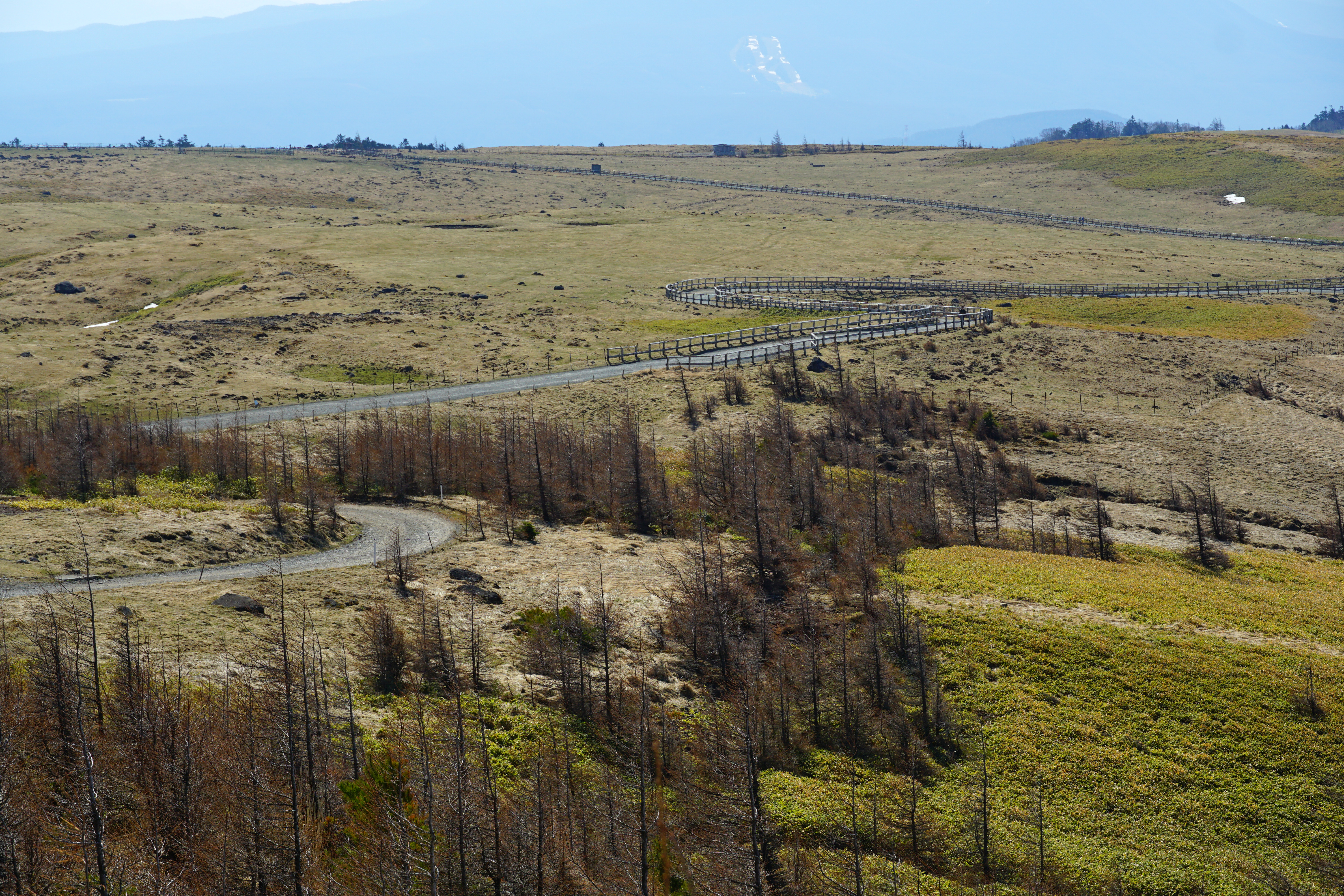
美ヶ原
- 鉢伏山
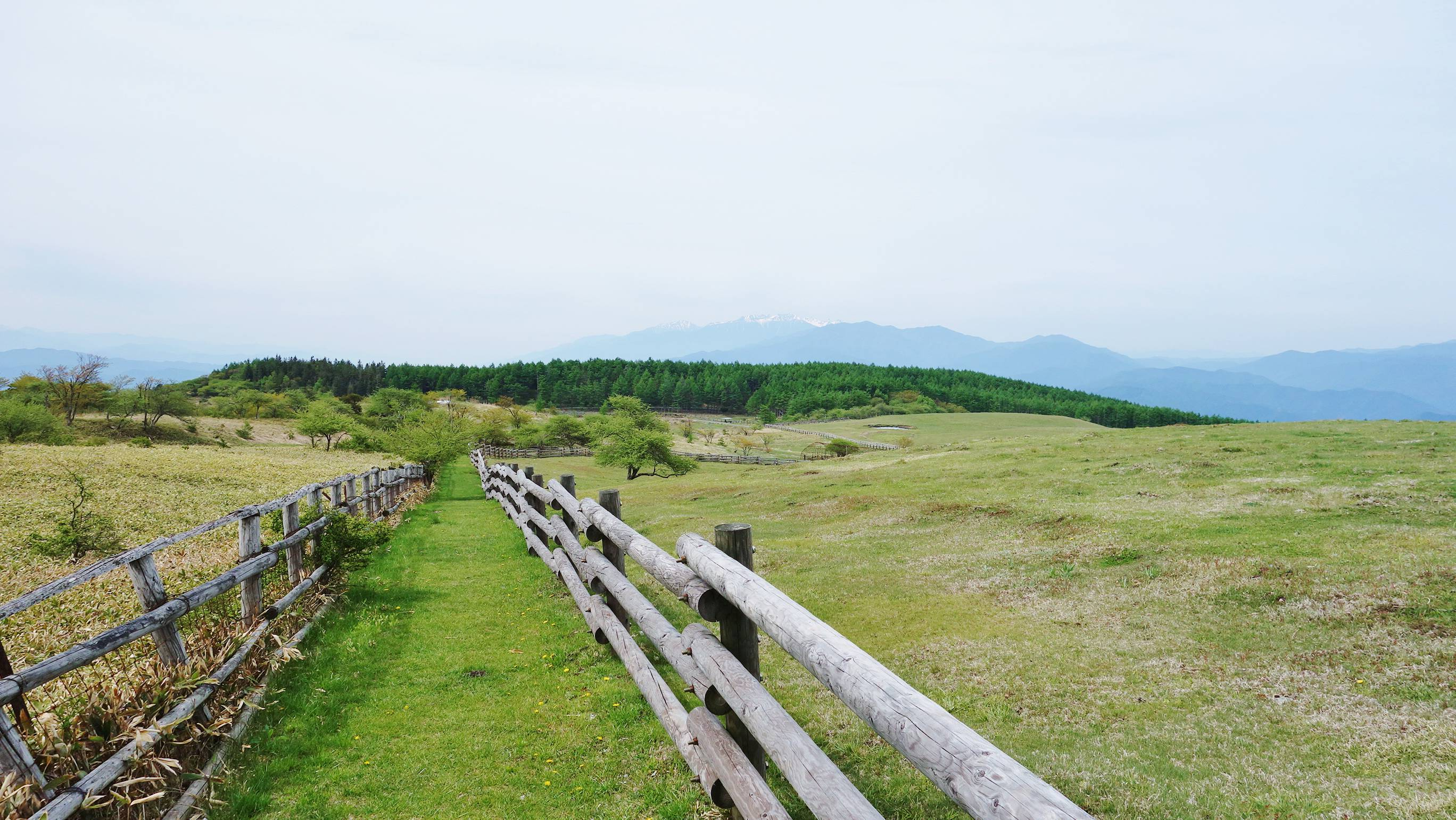
高ボッチ山
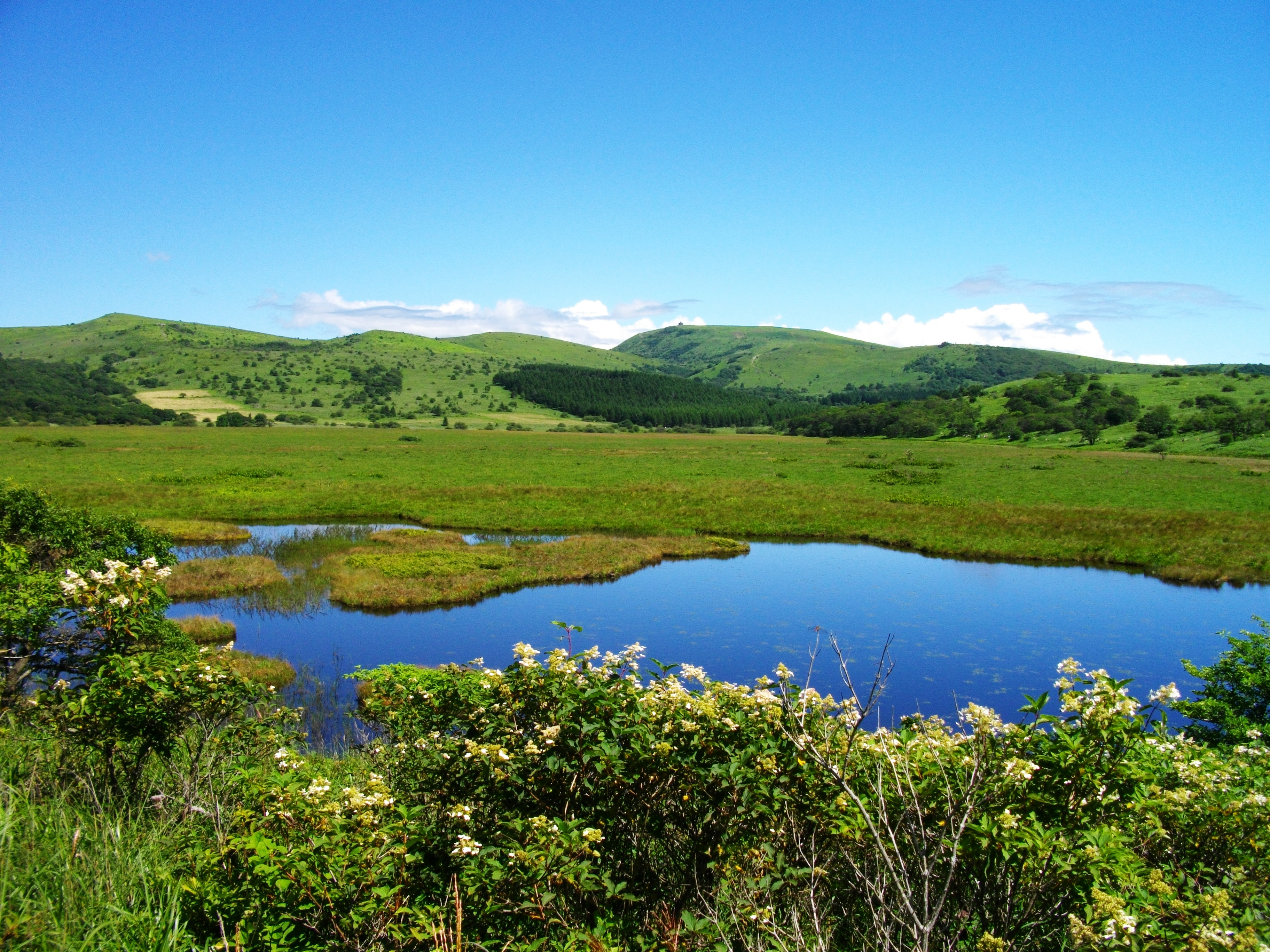
八島ヶ原湿原と車山

- 霧ヶ峰(火山)
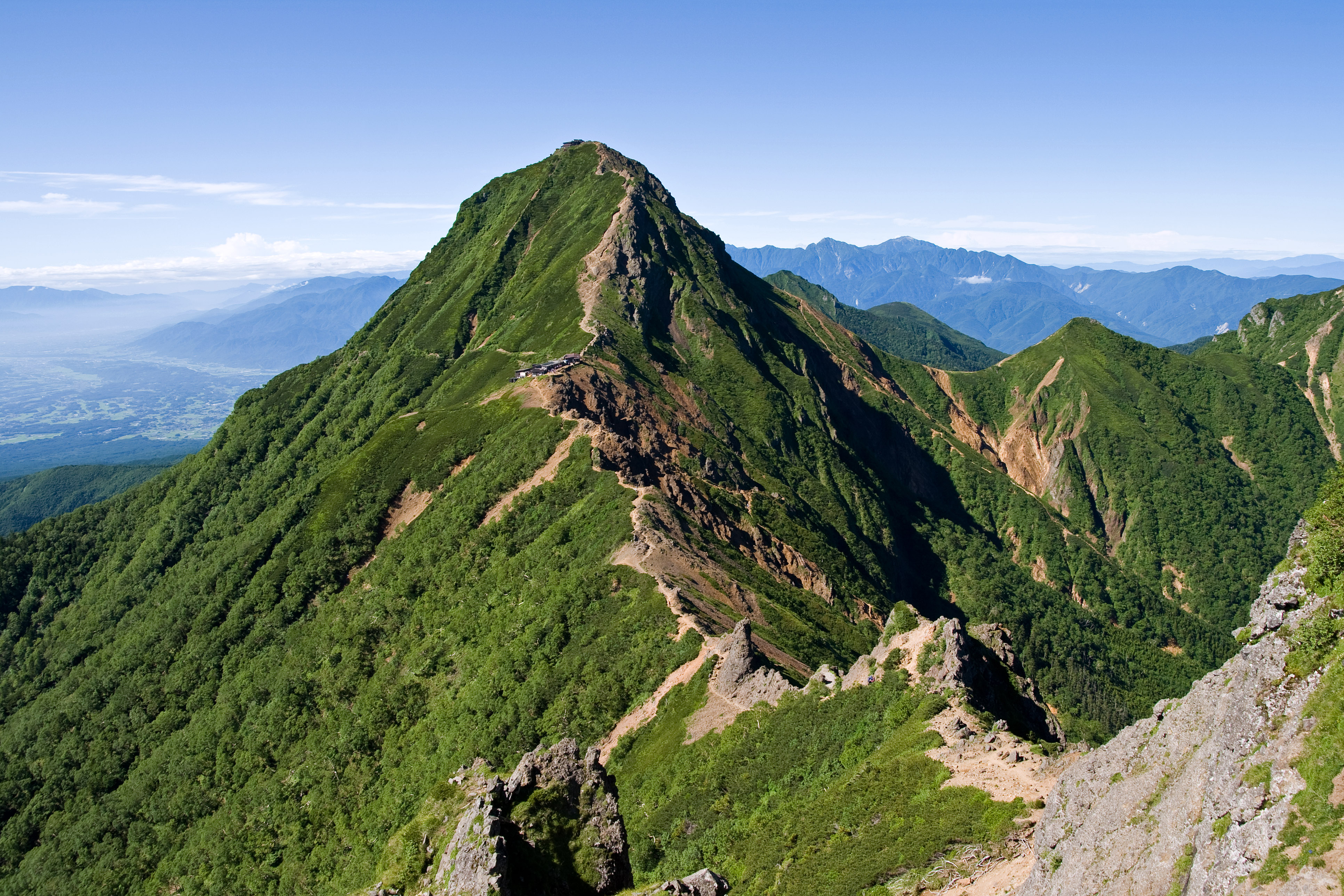
赤岳
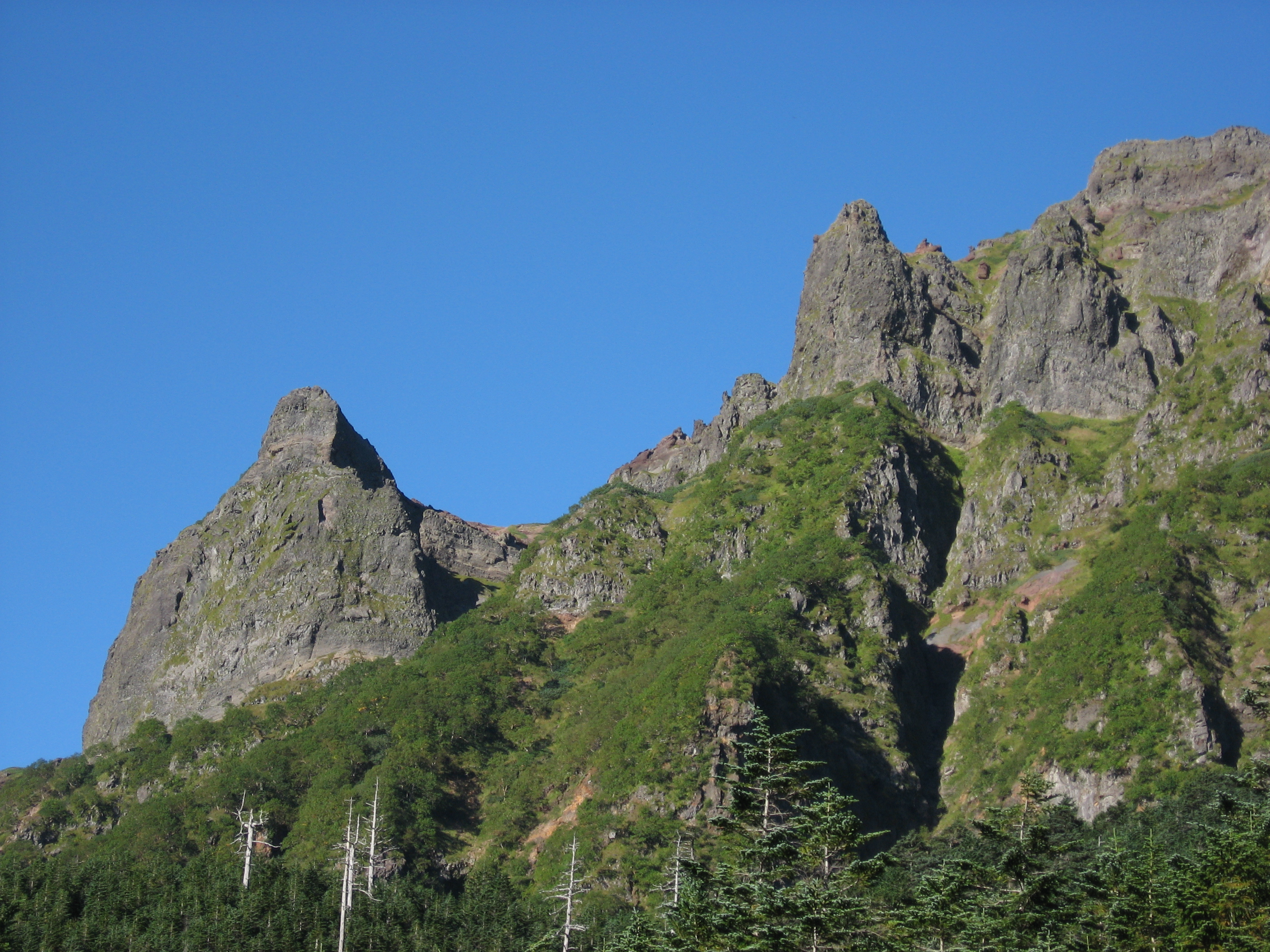
横岳大同心と小同心
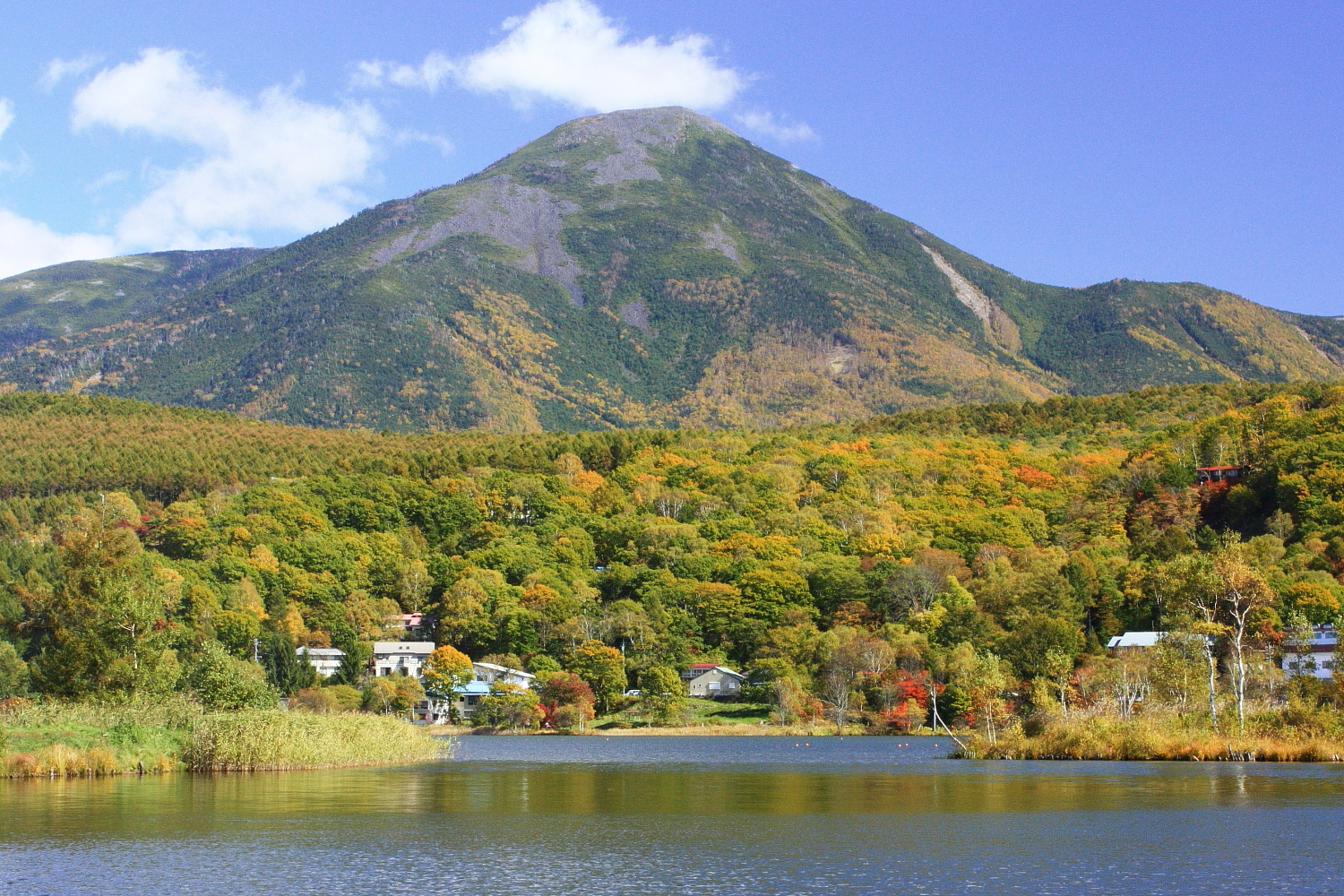
蓼科山と白樺湖

- 横岳
- 硫黄岳
- 中岳
- 阿弥陀岳
- 峰の松目
- 権現岳
- 編笠山
- 西岳
- 天狗岳
- 箕冠山
- 根石岳
- 茶臼山
- 丸山
- 中山
- 縞枯山
- 北横岳
- 双子山
- 蓼科山(火山)
- 八子ヶ峰

- 美ヶ原高原
- 高ボッチ高原
- 八島ヶ原湿原と車山
- 赤岳
- 横岳大同心と小同心
- 蓼科山と白樺湖

## 関連市町村
- 長野県[1]
  - 佐久市
  - 佐久穂町
  - 小海町
  - 南牧村
  - 立科町
  - 上田市
  - 長和町
  - 岡谷市
  - 諏訪市
  - 茅野市
  - 下諏訪町
  - 富士見町
  - 原村
  - 松本市
  - 塩尻市
- 山梨県[2]
  - 北杜市